# 門禁社區

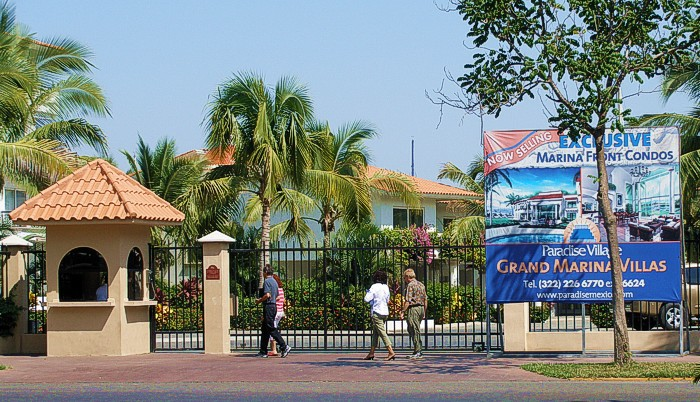
Paradise Village Grand Marina Villas，新巴亚尔塔，墨西哥

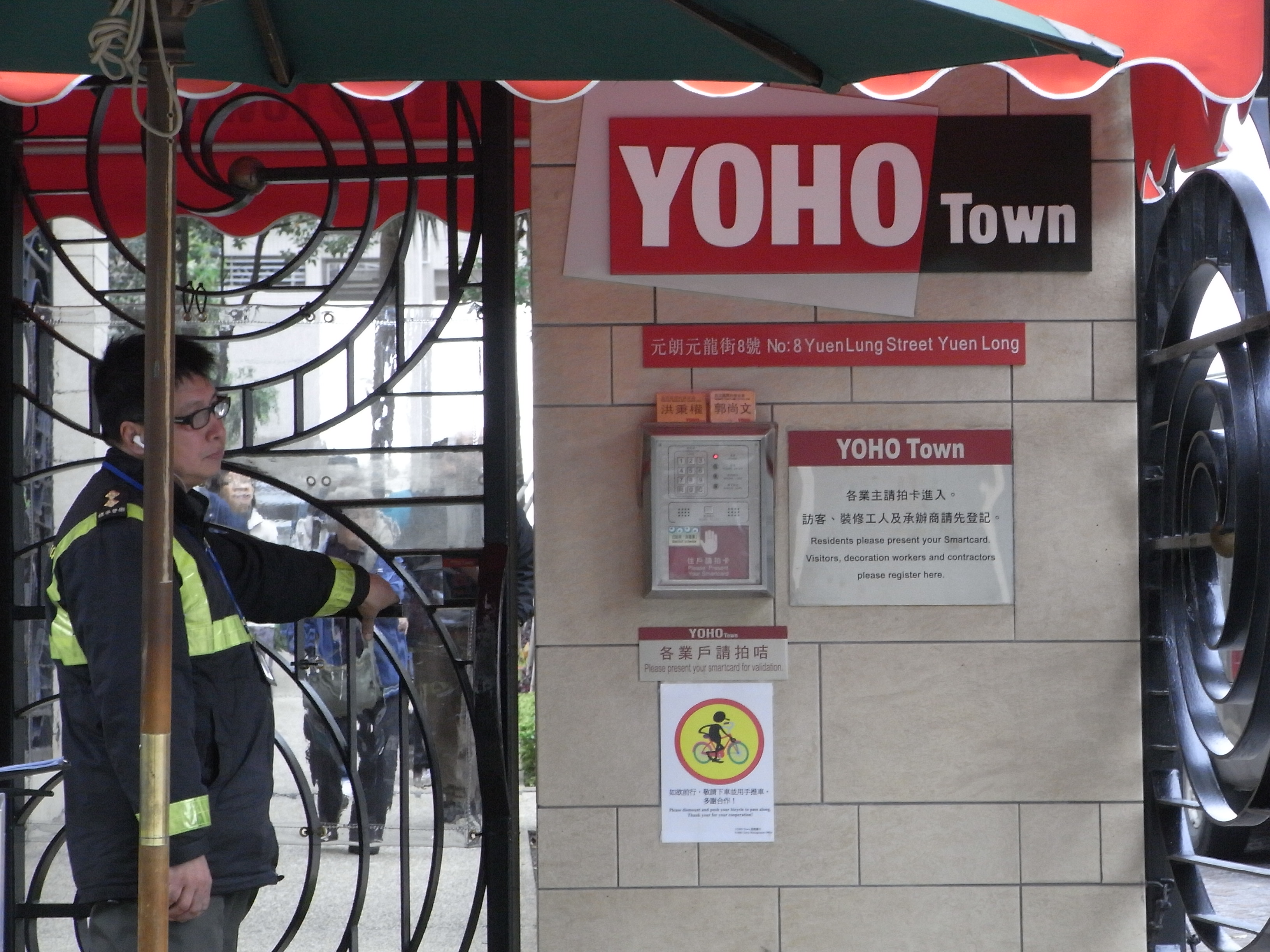
香港大多私人住宅入口採用門禁社區

門禁社區（英語：Gated community），又稱為封閉社區、封閉型社區、封閉式社區，是對人員或物品進出都有監管的近鄰社區、屋苑或山莊，最典型特徵是常有圍牆柵欄等環繞四周。門禁社區出現的原因乃是多出於為該社區內的居民加強保安措施，以及為該等人士提供與外界分割的感受。
一般而言，門禁社區通常包含一些小住宅街區及區內居民共用的社區設施。在一些發展密度高的城市或土地面積較小的地方，門禁社區往往只包含小型公園及休憩設施，或其餘公用地方。在較大型的門禁社區之中，居民或能毋須外出，在社區內滿足大部分的日常需要。門禁社區為共同利益發展的例子，但與提倡社區凝聚力的意識社區概念相反。

## 特色
門禁社區基本除提供控制人流出入社區的保安服務外，不少門禁社區提供社區設施予區內的住戶使用。社區設施之多寡往往取決於不同因素，包括地理位置、人口構成、社群構成，以及管理費的金額等。一般而言，當社區管理組織的規模愈大時，社區設施的數量及質素便會愈高。門禁社區提供何種設施予住戶是取決於發展的模式，例如公寓大廈式的社區，住戶只擁有一個或若干個單位，無法在寓所內安裝游泳池，故該等社區需要設置共用泳池予所有住戶。相反，獨立屋社區的住戶若有意設置游泳池，多數住戶的寓所範圍內有空間放置泳池，該等社區並不需要提供上述共用設施。
典型的門禁社區多數提供下列（或部分）若干項共用設施予住戶：
- 游泳池
- 保齡球場
- 網球場
- 社區中心或俱樂部（又稱會所）
- 高爾夫球場
- 小港口
- 餐廳
- 遊樂場
- 健身房
- Spa服務

## 各地情況
- 阿根廷：阿根廷的門禁社區名為「Barrios privados」（私人社區），為財富的象徵。然而，門禁社區居民的社會聲望受到質疑（不少中上階級民眾視門禁社區居民為暴發戶或勢利小人）。[2]儘管大多數門禁社區只有房子，但一些較大的門禁社區，例如在布宜諾斯艾利斯省北部的城鎮諾戴爾塔（英语：Nordelta），有自己的醫院，學校，購物中心等。[3]

- 巴西：在巴西最普遍的門禁社區類型名為「Condomínio fechado」（封閉的屋苑），是上層階級的象徵。「Condomínio fechado」乃是一個附有自行興建設施的小型城鎮，例如後備電源、排污系統及保全人員。這些社區出現的原因，乃是保障區內的居民免受外面的暴力行為所影響。這種社區的理念影響到該國內的部分大廈及大部分商場，例如進入上述地點的唯一通道往往位於建築物的停車場內。

- 巴基斯坦：門禁社區在大小城市內都有出現，同樣地亦是高等生活的象徵。防護房屋管理局（英语：Defence Housing Authority）[4] 及巴維亞城鎮（英语：Bahria Town）公司[5] 為該等私人門禁社區的主要建造者及管理者，而巴維亞城鎮公司的資產價值更有300億美元之多。.[6]大部分門禁社區[7] 皆設有公園、學校、醫院、商場、體育館及俱樂部。[8]

- 南非：在種族隔離政策於1994年結束後，門禁社區因應提升的暴力犯罪事件而像雨後春筍般不斷增加。該國的門禁社區多以「綜合社區」或「安全村」（大型私人開發區）的名稱出現，[9]部分開發的新型社區幾乎全部以安全村形式發展，部分設有商場，以及少量社區設施（例如醫院）。該國的地產開發商採取發展門禁社區，以應對佔用空置屋宇的行為，以及回應當地居民對潛在犯罪行為的擔憂。

- 沙特阿拉伯：自發現石油以來，沙特阿拉伯開始發展門禁社區，主要是為了容納來自歐洲或北美洲的家庭。從1990年代後期開始，針對一般外國人，特別是對美國公民的威脅級別增加，該等社區的大閘開始武裝起來，有時配有重型反恐設施，並檢查所有進出社區的車輛。沙特阿拉伯國民警衛隊（英语：Saudi Arabian National Guard）及善射者在該國接連發生針對白人的恐襲時，在該等社區的周邊定期巡邏。

- 香港：在1990年代起落成的絕大部分私人屋苑均採用封閉式管理，以加強保安和保障住戶利益。到2000年代起落成的部分物業更採用多重保安系統。除了正門入口外，出入平台層和乘升降機都需要拍卡。有少數屋苑平台層的出入口更安裝閘機。此外，自2017年起建成的居屋（以及其後撥作綠表置居計劃的屋苑），亦改用封閉式管理，有別於八萬五時代的居屋屋苑。

- 臺灣：臺灣經濟起飛後，不少新建的社區型別墅或集合住宅為封閉式社區。2024年動見体劇團與文學作家紀蔚然製作《門禁社區》舞台劇，該劇背景以臺灣早期新店深坑聚落型社區作為創作發想，劇中的主要人物塑造靈感源自於美國詩人羅伯特·佛羅斯特（Robert Lee Frost）一段不為人知的親身故事。

- 歐洲及日本：門禁社區在上述地區幾乎很罕有。

- 中國內地：近年不少住宅小區、住宅大樓均採用封閉式管理。

## 批評
門禁社區的支持者（或較小規模的小胡同門禁社區）認為，門禁社區有減少及排斥外人在區內出現的功能，能令非區內居民更容易在封閉的環境中被識別，從而降低了犯罪風險。批評者則指出，通過某社區的人士，只有極少數是潛在的罪犯，因此保持社區開放能令區內出現更多人，反而能令社區有更多人能阻止犯罪行為發生，或在事件發生期間可以提供幫助。另一個批評是，門禁社區提供了錯誤的安全感。一些研究表明，門禁社區的安全程度在現實上並非很高，例如美國郊區門禁社區的犯罪率並不亞於類似的非門禁社區。
學者凡妮莎·沃森（Vanessa Watson）在一篇頗具影響力的論文中，將門禁社區納入了「非洲城市幻想」類別，試圖重塑迪拜或新加坡等地的「非洲城市」。在沃森的分析中，這種城市規劃鼓勵排他性和自成體系的空間，這些空間限制了不同階層之間互動的機會，同時加劇了城市貧民的邊緣化。另外，香港亦有學者認為，開放的社區有減少社會分化的功能。
2012年，在牽涉門禁社區議題的特雷沃恩·馬丁命案發生後，《紐約時報》曾批評門禁社區帶動了一種排斥社區外來人士的惡性循環，指出門禁社區吸引了一群認同居住地應與外間隔離的人士，而他們與外界隔離的情況又加劇了「反對外人進入社區」的偏執集體思維。
同時，一些社會學家認為門禁社區影響了區域內正常的資本流動。

## 常見門禁社區的模式種類
- 提倡生活質素：例如設有俱樂部，或以退休人士社區（英语：Retirement community）形式出現。
- 尊貴身份認同：以門禁分隔作為社會地位的象徵。
- 實體保安用途（英语：Physical security communities）：以閘門分隔達致維持保安水平及控制交通流量，減少閒雜人等進入，亦有助減少爆竊等罪案。
- 特定用途：如供外國人居住的社區（例如在中西亞地區，為石油工人建造的社區）、紀律部隊、軍隊、海關家眷社區。

## 例子

### 阿根廷
阿根廷的門禁社區主要在大布宜諾斯艾利斯都會區中出現，包括在布宜諾斯艾利斯以北60公里的城市皮拉爾、近郊區諾戴爾塔等。托爾圖吉塔斯鄉村俱樂部是阿根廷最早建立的門禁社區，其歷史可追溯至1930至1940年代，但大多數門禁社區皆在自由主義改革得到鞏固後的1990年代後才開始發展。
由於布宜諾斯艾利斯一向被視為社會融合程度頗高城市，在該地出現的門禁社區已成為社會學家研究的主題。門禁社區乃是當地中上層人民，應對大布宜諾斯艾利斯的頻繁暴力犯罪活動的重要途徑。

### 澳洲
雖然門禁社區在澳洲相當罕見，但自從1980年代以來，澳洲仍建設了少數門禁社區，當中最有名的是在昆士蘭省黃金海岸希望島上發展的門禁社區，例如擁有自設購物商場、娛樂設施、小港口及高爾夫球場的住宅項目Sanctuary Cove, Queensland。在維多利亞州，首個門禁社區項目座落在墨爾本西南16公里外的城市雲登市，名為聖殿湖。在新南威爾士州的門禁社區名為麥格理連繫。另外，為數不少的澳洲門禁社區皆附設私人高爾夫球場。

### 香港

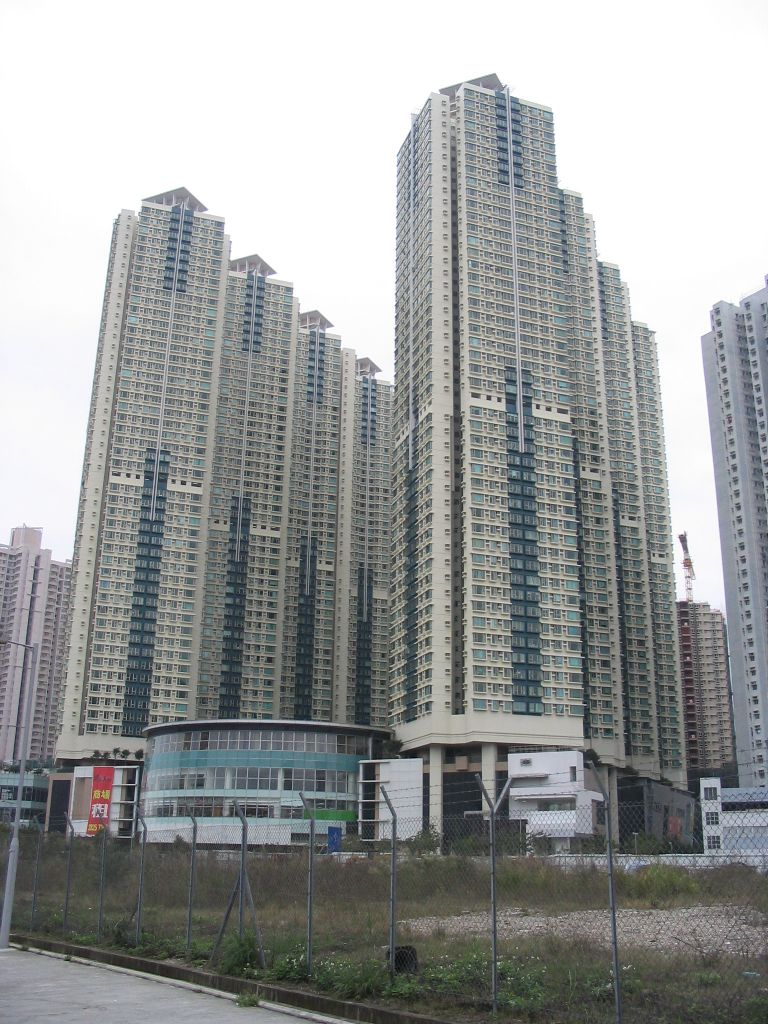
將軍澳廣場為典型以「蛋糕樓」模式發展的私人屋苑

將軍澳新市鎮私人屋苑構成的「天橋城市」示意圖

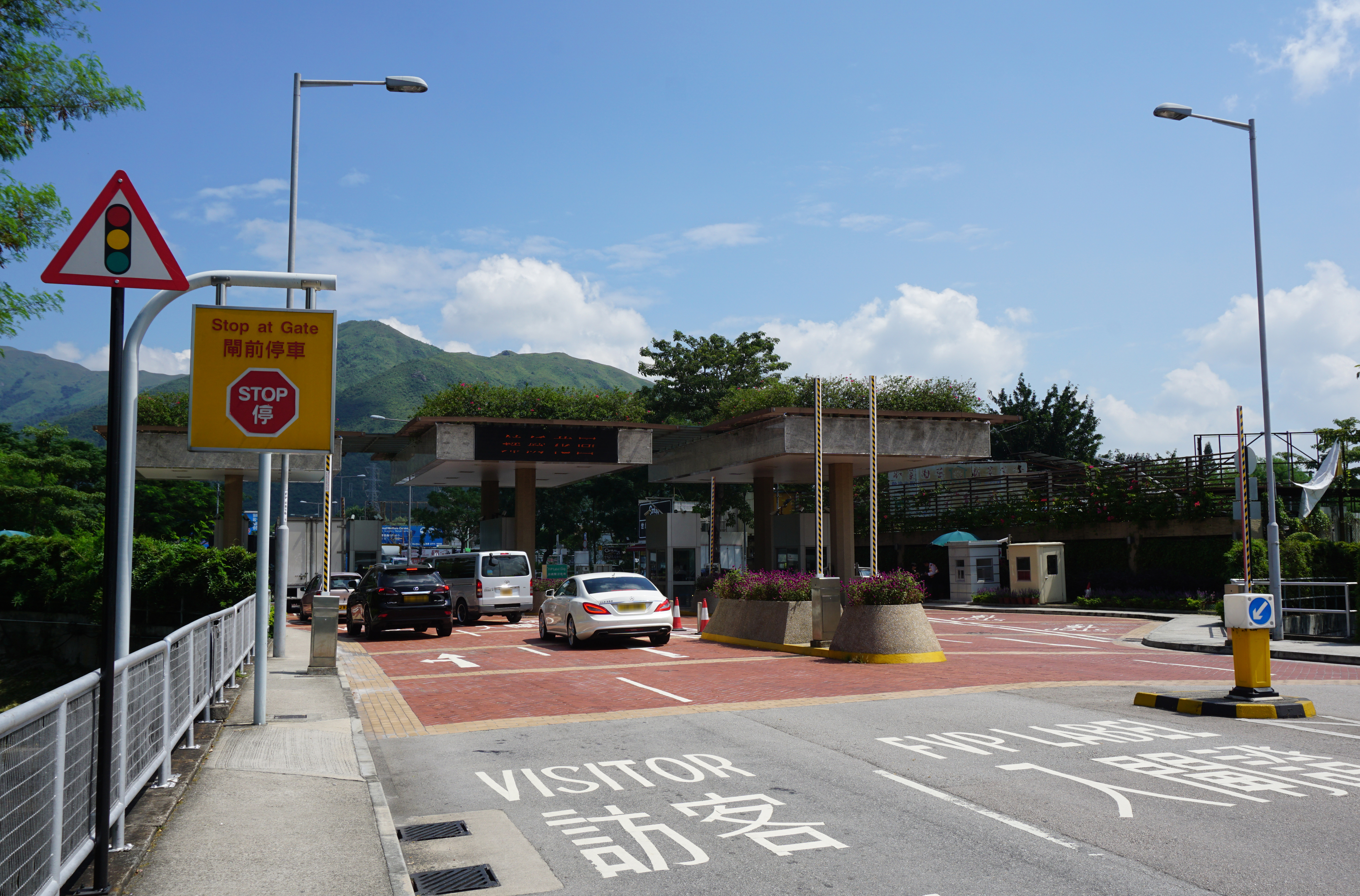
錦綉花園的門禁閘口

綜合而言，門禁社區在香港一般以私人屋苑（私樓）的模式出現。自1841年香港開埠以來，門禁社區在很長的時間並沒有出現。自1970年代中期起，香港的地產商開始建設大型的多棟式住宅屋苑項目，並包含大量商業及零售設施，並與公共交通整合。這些私人屋苑統一提供高水準的俱樂部設施，例如游泳池、網球場、燒烤區、聚會室以及健身房，屋苑的規模愈大，設施就愈齊全。同時，單位的價格愈高，設施就愈豪華。這些私人屋苑社區的封閉程度相當高，而新建的屋苑項目更有提升封閉程度的趨勢。由於該等屋苑的封閉程度相當高，故在屋苑內的罪案率相對極低，而該等屋苑的管理者亦深諳居民對外人出入屋苑的抗拒，故採取嚴格的物業管理措施以防止外人進入屋苑範圍。由於門禁為每一個私人屋苑項目的基本配套，故有意購置私人屋苑單位的香港市民並不會關注門禁社區的議題。
香港門禁社區的典型例子為將軍澳新市鎮，該地自1990年代填海及開發，目前成為私人屋苑的集中地。該區域的私人屋苑以1990年代的基座平台加上上蓋住宅大廈的「蛋糕樓」模式發展，在經年發展後，更形成眾多門禁社區共同組成的「天橋城市」。該等私人屋苑的住宅大樓在基座商場平台之上興建，住戶進入屋苑時需要拍卡認證後才能進入。而這些門禁社區的基座為購物商場，並由不同屋苑的基座購物商場以天橋連接，組成龐大的室內網絡隔絕地面的街道，令市民極少在基座商場外的地面街道上行走。
而在香港的郊區，門禁社區則有擴展性大型低密度社區的形式，設有超過5000座獨立屋式洋房的項目錦綉花園為當中的代表。其進出通道錦綉花園大道為發展商所有的私家路，在屋苑出入口設有檢查車輛的門禁閘口，行人路旁亦有保安員登記進入的人的資料，而屋苑內亦設有商場、人工湖及康樂設施等多種社區設施。另一個例子是大埔滘鹿茵山莊，其進出通道為私家路，在車路出入口設有檢查車輛及途人的閘口，只准住戶、商戶職員及已批准訪客進入。